# 知多武豐站

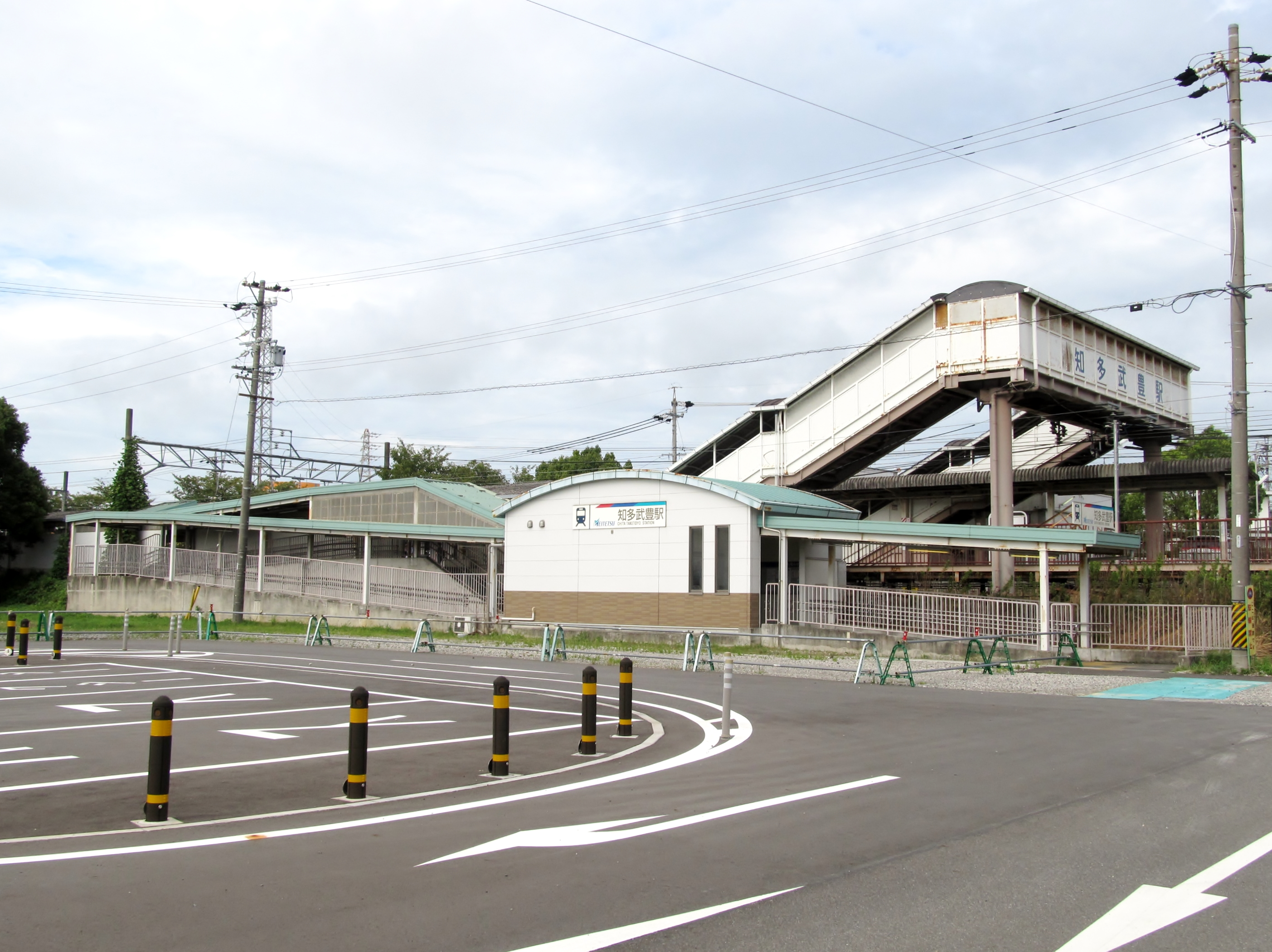
東出口（2023年8月）

知多武豐站（日语：／ Chita-taketoyo eki */?）是位於愛知縣知多郡武豐町道崎，名古屋鐵道（名鐵）的河和線車站。車站編號為KC16。

## 歷史
- 1932年（昭和7年）7月1日 - 知多鐵道（日语：知多鉄道）成岩站至河和口站之間開業，此站啟用。
- 1943年（昭和18年）2月1日 - 知多鐵道合併至名古屋鐵道。
- 1977年（昭和52年）10月1日 - 車站大樓翻新[2]。
- 1987年（昭和62年）5月 - 設置自動閘機[3]。
- 2006年（平成18年）7月14日 - 車站可以使用交通儲值卡「Trans Pass（日语：トランパス (交通プリペイドカード)）」。
- 2011年（平成23年）2月11日 - 車站可以使用「manaca」IC卡。
- 2012年（平成24年）2月29日 - 車站不可使用交通儲值卡「Trans Pass」。

## 車站構造
車站為一座地面車站，設有2面2線的相對式月台。為有人車站。在兩月台之間設有跨線橋連接。
在上下線月台側各設有1處閘口。在名古屋方向月台側的閘口設有車站職員當值。
| 月台 | 路線   | 上下行 | 方向                   |
| ---- | ------ | ------ | ---------------------- |
| 1    | 河和線 | 下行   | 河和、內海方向         |
| 2    | 河和線 | 上行   | 太田川、名鐵名古屋方向 |

### 配線圖
| ← 太田川、 名古屋方向 | 知多武豐站 站內配線略圖 | → 河和、 內海方向 |
| 图例 参考文献：       |                         |                   |

## 使用狀況
- 在中提及在2013年度，當時1日平均上下車人次為6,308人，在名鐵所有車站（275站）排名第61，河和線、知多新線（24站）中排名第6[6]。
- 在中提及在1992年度，當時1日平均上下車人次為9,229人，除岐阜市內線均一車費區間內各站（岐阜市內線、田神線、美濃町線徹明町站至琴塚站之間）外名鐵所有車站（342站）中排名第46，河和線、知多新線（26站）中排名第3[7]。
- 在中提及，在2018年度1日平均乘車人次為3,181人。比對於東邊500米JR武豐線武豐站，在同一數據上為只有677人[1]。

## 車站周邊
此站南邊設有跨越從國鐵武豐駅伸延的日油武豐工廠専用線（當時公司名為日本油脂。於1986年廢止）。
- 武豐町政廳
- 武雄神社
- 豐石神社
- 日油（日语：日油）衣浦工廠
- 泉万釀造株式會社（綜合食品企業　字里中）
- 中定商店（日语：中定商店）釀造傳承館
- MEGA Don Quixote UNY 武豐店 （由Piago武豐店轉型）
- TAK21（1F:KONOMIYA（日语：コノミヤ）武豐店 2F:Matsuoka）
- 東海旅客鐵道（JR東海）武豐線武豐站（相距約700公尺，從東出口步行約15分鐘）
- 三菱日聯銀行武豐分店
- Agris（JA愛知知多（日语：あいち知多農業協同組合））玉貫分店

### 巴士路線
- 武豐町社區巴士（日语：武豊町コミュニティバス）基幹綠・北部紅・南部藍路線
- 曾經設有知多巴士（日语：知多バス）巴士路線前往上野間站和師崎港（日语：師崎港）方向。

## 相鄰車站
名古屋鐵道
 河和線
■特急、□快速急行、■急行、■準急（以上四種類別在此站以南區間各站停車）
青山（KC14）－知多武豐（KC16）－富貴（KC17）
■普通
上（KC15）－知多武豐（KC16）－富貴（KC17）

## 外部連結
- 知多武豐 - 名古屋鐵道